# 里約熱內盧申辦2016年夏季奧運會計劃
里約熱內盧申辦2016年夏季奧運會計劃（葡萄牙语：Candidatura do Rio de Janeiro para os Jogos Olímpicos de Verão de 2016）是巴西里約熱內盧和巴西奧林匹克委員會共同申辦2016年夏季奥运会計劃。這次是里約熱內盧第五次申辦（曾申辦1936年夏季奥林匹克运动会、1940年夏季奥林匹克运动会、2004年夏季奥林匹克运动会、2012年夏季奥林匹克运动会）夏季奥运会。

## 歷史
國際奧林匹克委員會在2008年6月4日於雅典舉行的國際奧委會執行委員會會議，正式宣佈里約熱內盧和馬德里成為申辦2016年奧林匹克夏季運動會的候選城市。里約熱內盧須在2009年2月12日前向國際奧委會提交詳細的申辦報告，待奧委會考察團評估。
2009年10月2日，國際奧委會在丹麥哥本哈根確定2016年奧運會由里約熱內盧舉辦。